# Кроон, Ыйе
Ы́йе Кро́он (Кундвер) (эст. Õie Kroon; 7 июля 1940, Нюпли, Отепя (волость) — 24 марта 2014) — советская и эстонская шашистка, спортивный журналист.
Самая титулованная эстонская шашистка — в её активе 12 национальных титулов в русские шашки (1959-96) и 6 в международные (1974-86).
Вела шашечную рубрику в газете Valgamaa.
Секретарь эстонской шашечной федерации (1967-71). Судья республиканской категории (с 1968).